# Lycocerus miekoae
Lycocerus miekoae is een keversoort uit de familie soldaatjes (Cantharidae). De wetenschappelijke naam van de soort werd in 1987 gepubliceerd door Takakura.